# 柚木佑美
柚木 佑美（ゆうき ひろみ、1961年2月1日 - ）は、日本の女優。清野事務所、イトーカンパニーに所属していた。アクターズワークス主宰。
本名は水田 裕子。岡山県岡山市出身。学習院大学経済学部卒。体重49kg。

## 出演作品

### 映画
- 短篇 tampen（2001年）
- パッチギ! LOVE&PEACE（2007年）
- 夏休みのような1ヵ月（2008年）
- 天心（2013年）
- 天使じゃないッ！（2018年4月14日、日本出版販売） - 丘田雅子 役[2]
- 天使じゃないッ！2（2018年4月15日、日本出版販売） - 丘田雅子 役[3]
- 教科書にないッ！6（2019年、日本出版販売） - 五月陸 役[4]

### テレビドラマ
- 土曜ワイド劇場
  - OLが会社へ行きたくない朝（1982年）
  - 女子少年院（1983年）
  - 湖中の女（1984年）
  - 密会の宿
    - 第2作（1986年）
    - 第3作（1987年）

  - 京都不倫旅行殺人事件（1987年）
  - おんな秘密調査員立花江梨子 北九州玄海灘（1992年）
  - 碇泊なき海図（1993年）
- 夕暮れて（1983年）
- 火曜サスペンス劇場
  - 狙われた美人キャスター（1983年）
  - 入れ代わった女（1986年）
  - 死の証人（1988年）
- 花へんろ・風の昭和日記 第二章（1986年）
- 花姉妹（1986年）
- いまどきの姑（1987年）
- 新金色夜叉 百年の恋（1990年）
- スクールウォーズ2（1990年）
- ハッケョイ! うっちゃり幸太郎（1992年）
- はぐれ刑事純情派
  - はぐれ刑事純情派 6（1993年）
  - はぐれ刑事純情派 9（1996年）
  - はぐれ刑事純情派 12（1999年）
- 花の咲く家（1993年）
- 婚姻関係（1994年）
- はるちゃん（1996年）
- あぐり 第46・47話（1997年）
- デュアルライフ（1998年）
- 幸せづくり（1999年）
- 家族になろうよ!（1999年）
- 女同士（2000年）
- 塩カルビ（2002年） - 桑子　役
- 武蔵 MUSASHI（2003年）
- 繋がれた明日（2006年）
- 帽子（2008年） - 河原美和　役
- ジャングル・フィーバー（2016年） - レイチェル　役

### テレビ番組
- ワンダフル（1998年）
- 森田一義アワー 笑っていいとも!（1999年）

### オリジナルビデオ
- 本気！2 抗争編（1994年）
- あばよ白書（1995年）

### 舞台
- はっぴいえんど（1984年）
- ドリトル先生と愉快な動物たち（1984年）
- HoopTee Doo（1985年）
- 幸せの黄色くもない石（1987年）
- 松居直美主演・ボーイ（1987年）
- せっけん王国のはなし（1988年）
- 真田幸村（1989年）
- 元気で行こう（1990年）
- ブラックコメディ（1991年）
- 楡家の人々（1991年）
- 松平健主演・ジンギスカン（1991年 - 1992年）
- 朝丘雪路主演・玉菊ものがたり（1992年）
- 渡る世間は鬼ばかり（1992年）
- 朝丘雪路主演・風流深川唄（1992年）
- 品川心中（1993年）
- 夢千代日記（1993年）
- 伍代夏子特別公演（1996年）
- あやふやな幸せを求める3つのメソッド（1997年）
- コーラスガール（1997年） - 演出・出演
- THEEND（1997年）
- 友情 〜秋桜のバラード〜（1999年）
- 東京ブギウギ（2005年）
- タバコの害について（2005年）
- USJ（唄わない夜の、白いジュークボックス）（2008年）
- 女優2人 読む（2012年）
- 友情 2014（2014年）
- 女郎花
- ぼっけぇきょうてぇ
- ハムレットの女たち（2024年）[5]

### CM
- 神奈川県企業庁水道局（1994年）
- AGF マリーム（1994年）
- クラフトチーズ（1995年）
- アメリカンホーム保険会社（1997年 - 2000年）
- 森永製菓 甘酒（2005年 - 2007年）
- 明治安田生命 「だって私のお客様だから」篇（2008年）
- アメリカンホームダイレクト復刻版（2014年）
- 花王 ビオレ

### VP
- 東京都庁（1994年）
- 第一生命保険（1994年）
- 警視庁・交通安全（1995年）
- 田中貴金属工業（1996年）
- 王子製紙（2009年）
- レインズインターナショナル（2014年）

### Web
- TRILOGIA 3つの愛の物語 Sonic Cannon（2004年）